# 라르스 미켈센
라르스 미켈센(덴마크어: Lars Mikkelsen R., 1964년 5월 6일 ~ )은 덴마크의 배우이다. 배우 마스 미켈센의 친형이다.

## 필모그래피(filmography)
- 《셜록 (드라마)》(2014): 찰스 오거스터스 매그너슨(Charles Augustus Magnusson)[1]

## 서훈
- 2011년 다네브로 훈장 6등급(Ridder[주 1] af Dannebrog) 수훈

## 주해
1. ↑  다네브로 훈장(Dannebrogordenen)은 총 7개 등급으로 나뉘며, 'Ridder'는 그 중 6번째 등급이다. Ridder를 번역하면 기사(Knight)라는 이유로 이것이 기사작위라고 알려졌지만, 가장 일반적으로 통용되는 영국의 기사작위는 5개 등급 중 2등급 이상의 훈장에 상당하는 것이다. 무엇보다, 다네브로 훈장 수훈자에게는 '경(Sir)'과 같은 별도의 칭호가 주어지지 않는다. 이름 뒤에 훈장의 약자를 표기할 수 있도록 할 뿐이다. 따라서 이 훈장을 '기사작위' 혹은 '작위'로 칭하는 것은 적절하지 않다.